# St. Regis Hotels & Resorts

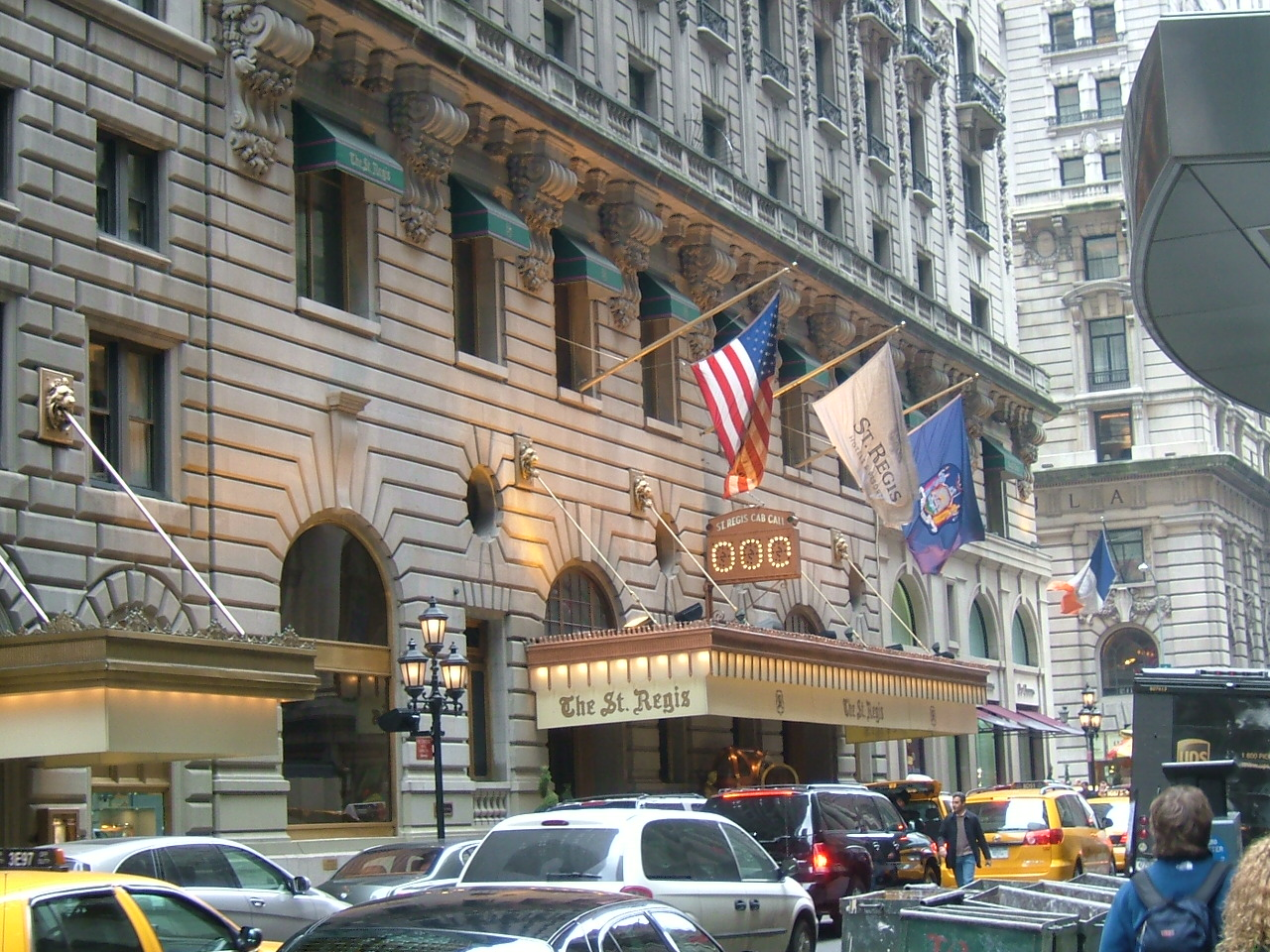
The St. Regis New York.

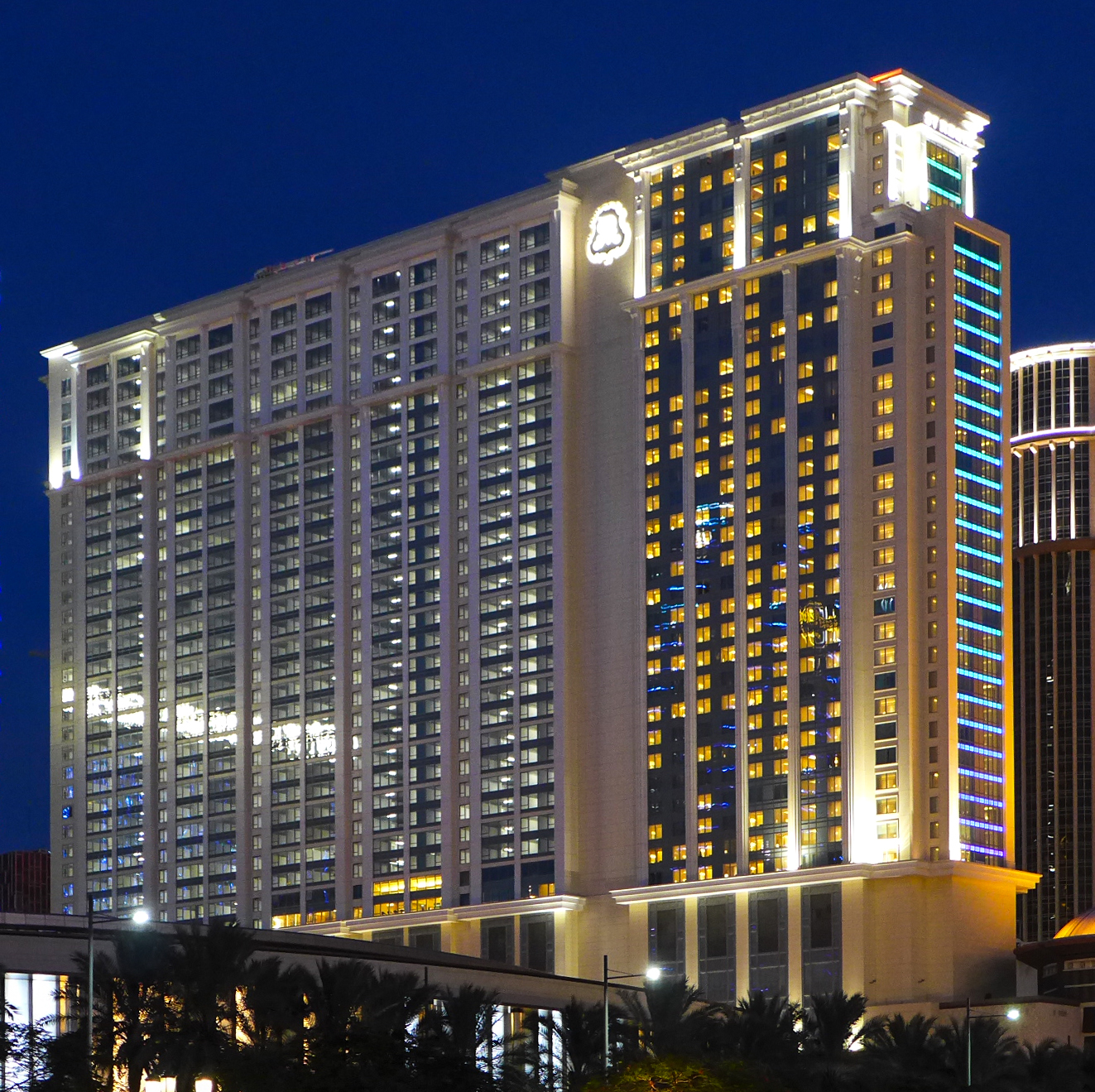
St. Regis Macao.

St. Regis Hotels & Resorts es una cadena de hoteles de lujo que forma parte de Marriott International.

## Historia
En 1904, John Jacob Astor IV construyó The St. Regis New York como compañero de su hotel Waldorf-Astoria, del que era propietario de la mitad. Haciendo gala de lujo y avance tecnológico, cada habitación tenía teléfono propio. En las siguientes décadas, la propiedad del hotel cambió de manos varias veces, se construyó una nueva ala y se llevaron a cabo varias restauraciones. En 1966, Sheraton Hotels compró el hotel. Tras una extensa restauración, en 1991 el hotel se convirtió en el hotel insignia de la nueva colección de hoteles de lujo de Sheraton bautizada ITT Sheraton Luxury Collection.
En 1998, Starwood compró la cadena Sheraton, y creó una nueva cadena llamada St. Regis. En septiembre de 2016, Marriott se convirtió en propietaria de la cadena St. Regis tras su adquisición de Starwood. El nombre de la cadena no se puede usar en la parte sur de la Columbia Británica, debido a que es propiedad legal del independiente St. Regis Hotel de Vancouver, construido en 1913.

## Alojamientos
|      |              | América del Norte | Europa | Oriente Medio y África | Asia y Pacífico | Caribe y América Latina | Total |
| ---- | ------------ | ----------------- | ------ | ---------------------- | --------------- | ----------------------- | ----- |
| 2016 | Propiedades  | 10                | 5      | 5                      | 15              | 3                       | 38    |
| 2016 | Habitaciones | 1963              | 720    | 1402                   | 3639            | 448                     | 8172  |
| 2017 | Propiedades  | 11                | 6      | 6                      | 17              | 3                       | 43    |
| 2017 | Habitaciones | 2228              | 839    | 1562                   | 4359            | 448                     | 9436  |
| 2018 | Habitaciones | 10                | 6      | 4                      | 18              | 3                       | 41    |
| 2018 | Habitaciones | 1977              | 834    | 1168                   | 4612            | 448                     | 9039  |
| 2019 | Propiedades  | 10                | 7      | 5                      | 20              | 3                       | 45    |
| 2019 | Habitaciones | 1968              | 1002   | 1426                   | 4812            | 448                     | 9656  |

## Establecimientos
A fecha de junio de 2020, hay cuarenta y seis hoteles St. Regis en todo el mundo, con un total de 10 017 habitaciones, además de treinta y un hoteles con 6533 habitaciones en construcción. Los hoteles en funcionamiento son los siguientes:
| - St. Regis Abu Dhabi - St. Regis Amman - St. Regis Aspen Resort - St. Regis Astana - St. Regis Atlanta - St. Regis Bahia Beach Resort, Puerto Rico - St. Regis Bal Harbour Resort - St. Regis Bali Resort - St. Regis Bangkok - St. Regis Beijing - St. Regis Bora Bora Resort - St. Regis Cairo - St. Regis Changsha - St. Regis Chengdu - St. Regis Deer Valley - St. Regis Doha - St. Regis Florence - St. Regis Hong Kong - St. Regis Houston - St. Regis Istanbul - St. Regis Kuala Lumpur - St. Regis Langkawi - St. Regis Lhasa Resort | - St. Regis Macao - St. Regis Maldives Vommuli Resort - St. Regis Mardavall Mallorca Resort - St. Regis Mauritius - St. Regis Mexico City - St. Regis Moscow Nikolskaya - St. Regis Mumbai - St. Regis New York - St. Regis Osaka - St. Regis Punta Mita Resort - St. Regis Rome - St. Regis Saadiyat Island Resort, Abu Dhabi - St. Regis San Francisco - St. Regis Sanya Yalong Bay Resort - St. Regis Shanghai Jingan - St. Regis Shenzhen - St. Regis Singapore - St. Regis Tianjin - St. Regis Toronto - St. Regis Venice - St. Regis Washington D. C. - St. Regis Zhuhai - St. Regis Belgrade |